# Hemibagrus nemurus
Hemibagrus nemurus är en fiskart som först beskrevs av Valenciennes, 1840.  Hemibagrus nemurus ingår i släktet Hemibagrus och familjen Bagridae. IUCN kategoriserar arten globalt som livskraftig. Inga underarter finns listade i Catalogue of Life.